# Guido Baldi
Guido Baldi (Torino, 30 aprile 1942) è un critico letterario italiano.

## Biografia
Professore di lettere nei licei per oltre trent'anni e dal 1971 libero docente di letteratura italiana moderna e contemporanea presso l'Università degli studi di Torino, successivamente ha tenuto la stessa cattedra al DAMS del medesimo ateneo.
Nel 1967 pubblica la sua prima opera, un'ampia monografia su Giuseppe Rovani, intitolata Giuseppe Rovani e il problema del romanzo nell'Ottocento e edita dalla Olschki, in cui si dedica da subito al romanzo otto-novecentesco, interesse che caratterizzerà tutta la sua produzione scientifica. Nel 1972 collabora con altri al manuale di Storia della letteratura italiana di Giovanni Getto; nello stesso anno pubblica una biografia di Carlo Emilio Gadda, edita da Mursia.
Inizia quindi a occuparsi di narratologia, pubblicando presso Liguori una monografia su Giovanni Verga, il cui titolo L'artificio della regressione è spesso citato per significare la tecnica verghiana — lumeggiata da Baldi — dell'adozione di una voce narrante interna al mondo popolare rappresentato, che permette all'autore di ricorrere a livelli di giudizio e di linguaggio bassi, regrediti, rispetto a quelli che sarebbero propri di un colto intellettuale borghese. Passa poi a occuparsi del romanzo manzoniano con la monografia «I promessi sposi». Progetto di società e mito, edita da Mursia nel 1985, seguita da L'Eden e la storia. Lettura dei «Promessi sposi», sempre per Mursia nel 2004. Nel 1997 pubblica L'inetto e il superuomo. D'Annunzio tra decadenza e vita ascendente, incentrato sul decadentismo dannunziano dissimulato dal mito dell'uomo forte, tema su cui ritorna nel 2008 con Le ambiguità della decadenza. D'Annunzio romanziere. Si dedica infine a Senilità e agli altri romanzi sveviani, in Le maschere dell'inetto. Lettura di «Senilità» (1998) e in Menzogna e verità nella narrativa di Svevo (2010), nonché a quelli pirandelliani in Pirandello e il romanzo. Scomposizione umoristica e distrazione (2006). 
È noto al pubblico per essere coautore con Silvia Giusso, Mario Razetti e Giuseppe Zaccaria di una storia e antologia della letteratura italiana, la cui prima edizione, intitolata Dal testo alla storia, dalla storia al testo e suddivisa in 3 volumi per 5 tomi, fu pubblicata da Paravia nel 1993-1994. Continuamente ristampato in varie vesti, rielaborato e corredato delle moderne risorse digitali, il "Baldi" è uno dei manuali più adottati nelle scuole secondarie di secondo grado in Italia, con due milioni e mezzo di copie vendute dal 1993 al 2016. 
In numerose conferenze, nel tentativo d'invogliare i giovani alla lettura, ha sostenuto l'opportunità d'incrementare nelle scuole lo studio degli scrittori del Novecento, troppo spesso trascurati, arrivando anche a quelli del Duemila come Niccolò Ammaniti, effettuando invece una sempre maggiore selezione degli autori dei secoli precedenti.

## Opere

### Monografie
- Giuseppe Rovani e il problema del romanzo nell'Ottocento, Firenze, Olschki, 1967.
- Carlo Emilio Gadda, Milano, Mursia, 1972; nuova edizione aggiornata, 1988.
- Manzoni. Cattolicesimo e ragione borghese, Torino, Paravia, 1975.
- L'artificio della regressione. Tecnica narrativa e ideologia nel Verga verista, Napoli, Liguori, 1980, ISBN 88-207-0890-6; nuova edizione ampliata, 2006, ISBN 88-207-0890-6.
- «I promessi sposi». Progetto di società e mito, Milano, Mursia, 1985.
- L'inetto e il superuomo. D'Annunzio tra "decadenza" e "vita ascendente", Torino, Scriptorium, 1997, ISBN 88-455-6118-6.
- Le maschere dell''inetto'. Lettura di Senilità, Torino, Paravia Scriptorium, 1998, ISBN 88-395-6166-8.
- Narratologia e critica. Teoria ed esperimenti di lettura da Manzoni a Gadda, Napoli, Liguori, 2003, ISBN 88-207-3492-3.
- L'Eden e la storia. Lettura dei «Promessi sposi», Milano, Mursia, 2004, ISBN 88-425-3305-X.[7]
- Eroi intellettuali e classi popolari nella letteratura italiana del Novecento, Napoli, Liguori, 2005, ISBN 88-207-3780-9.
- Pirandello e il romanzo. Scomposizione umoristica e distrazione, Napoli, Liguori, 2006, ISBN 978-88-207-4004-7.
- Le ambiguità della Decadenza. D'Annunzio romanziere, Napoli, Liguori, 2008, ISBN 978-88-207-4238-6.
- Reietti e superuomini in scena. Verga e D'Annunzio drammaturghi, Napoli, Liguori, 2009, ISBN 978-88-207-4786-2.
- Menzogna e verità nella narrativa di Svevo, Napoli, Liguori, 2010, ISBN 978-88-207-5210-1.
- Microscopie. Letture di testi narrativi, drammatici e critici dell'Otto-Novecento, Napoli, Liguori, 2014, ISBN 978-88-207-5249-1.
- La sfida della scuola. Crisi dell'Umanesimo e tradizione del dialogo, Milano, Torino, Pearson, Paravia, 2016.
- Alla ricerca di Verga nel Novecento. Da D'Annunzio a Fenoglio, Torino, Paravia, 2018.
- La baroccaggine del mondo. Sui romanzi di Gadda, Napoli, Liguori, 2018, ISBN 978-88-207-6777-8.
- La scuola del nostro scontento. Occasioni polemiche e proposte didattiche, Cuneo, Nerosubianco, 2019, ISBN 978-88-320-3517-9.
- Un'impossibile maturità. Lettura dei romanzi di Pavese, Napoli, Liguori, 2023, ISBN 978-88-207-6998-7.

### Testi scolastici
- Giovanni Getto, Roberto Alonge, Guido Baldi e Giorgio De Rienzo, Storia della letteratura italiana, Milano, Rizzoli, 1972.
- Guido Baldi, Silvia Giusso, Mario Razetti e Giuseppe Zaccaria, Dal testo alla storia, dalla storia al testo, 3 voll. in 5 tomi, Torino, Paravia, 1993-1994.
  - volume I: Dalle Origini alla fine del Cinquecento, 1993, ISBN 88-395-0449-4.
  - volume II, tomo primo: Dal Rinascimento all'Età della Controriforma, 1993, ISBN 88-395-0450-8.
  - volume II, tomo secondo: Dal Barocco all'Illuminismo, 1993, ISBN 88-395-0451-6.
  - volume III, tomo primo: Dal Neoclassicismo al Verismo, 1993, ISBN 88-395-0452-4.
  - volume III, tomo secondo: Dal Decadentismo ai giorni nostri, 1994, ISBN 88-395-0453-2.
- Guido Baldi e Giuseppe Zaccaria, L'analisi del testo. Sessanta esempi, Torino, Paravia Scriptorium, 1999, ISBN 88-395-8323-8.